# البركة (مناخة)

تعديل مصدري - تعديل

البركة هي إحدى قرى عزلة بني خطاب بمديرية مناخة التابعة لمحافظة صنعاء، بلغ تعداد سكانها 69 نسمة حسب تعداد اليمن لعام 2004.